# Acutiserolis margaretae
Acutiserolis margaretae är en kräftdjursart som först beskrevs av Menzies 1962.  Acutiserolis margaretae ingår i släktet Acutiserolis och familjen Serolidae. Inga underarter finns listade i Catalogue of Life.